# Zeebeurs
Zeebeurzen / Handelsbeurzen (Spaans: Lonja en Catalaans: Llotja) zijn belangrijke  historische (Maritieme) commerciële gebouwcomplexen, die o.a. als beurzen diende binnen het historische Middeleeuwse en Vroegmoderne Spanje en dan met name in de landen van de Kroon van Aragon.

In het Vorstendom Catalonië:
- Zeebeurs van Barcelona
- Zeebeurs van Perpinyà
- Zeebeurs van Castelló d'Empúries
- Zeebeurs van Tortosa
- Handelsbeurs van La Porxada in Granollers

In Aragon:
- Beurs de Sos del Rey Católico
- Beurs van Alcañiz
- Handelsbeurs van Zaragoza
- Casa Consistorial de Tarazona, historische handelsbeurs, nu een stadhuis

In de Valenciaanse landen:
- Zeebeurs van Valencia
- Stadhuis van Ares del Maestrat , historische handelsbeurs, nu een stadhuis
- Zeebeurs van Castellón de la Plana

Op de Balearen:
- Zeebeurs van Palma